# 八幡神社 (奈良県平群町)
八幡神社（はちまんじんじゃ）は、奈良県生駒郡平群町三里に鎮座する神社。旧社格は、村社。

## 概要
字岩井の鎮守神で、団地の北方の宮山山麓に南面して鎮座する。
鳥居をくぐると、右側の石燈籠に、元禄十三年と刻まれている。その前に明治時代の石燈籠と大正時代の狛犬が並んでいるが、その正面左側に、延宝六年と刻まれている石燈籠がある。石段上に拝殿があり、その前の一段高い壇上に本殿がある。
祭神は、誉田別命。
本殿の向かって左側に摂社があるが、祭神は、不詳。但し、地元の話によると本殿の本宮（ほんみや）さんに対して摂社は、小宮（こみや）さんと呼ばれ、特定の神を祀るのではなく、時代に合った神を祀っているらしい。
神社から、徒歩3分の場所に奈良県の、長屋王御陵公園がある。